# Tipula duidae
Tipula duidae är en tvåvingeart som beskrevs av Alexander 1931. Tipula duidae ingår i släktet Tipula och familjen storharkrankar.
Artens utbredningsområde är Venezuela. Inga underarter finns listade i Catalogue of Life.